# Жил, Жилберту
Жилберту Пасуш Жил Морейра (порт. Gilberto Passos Gil Moreira; род. 26 июня 1942) — бразильский автор-исполнитель, лауреат премий «Грэмми», признанный мастер Música Popular Brasileira и этнической музыки; впоследствии политический деятель. Обладатель почётного звания «Артист Мира».

## Биография
Жил вырос в городке Итуасу, штат Баия. В молодости он находился под большим влиянием гитариста и аккордеониста Луиса Гонзаги. Популярность в Бразилии снискал после того, как Элис Режина исполнила в 1965 году написанную им песню «Louvacao».
На исходе 1960-х годов музыка Жила представляла собой пьянящий коктейль из психоделии, фолк-рока, самбы, сальсы и босса-новы. В те годы он часто записывался вместе с Каэтану Велозу. Их музыка стала известна под названием тропикалии. Бразильские власти не одобряли её, и в 1969 г. под их нажимом Жилу и Велозу после трехмесячного тюремного заключения и четырёхмесячного домашнего ареста пришлось покинуть страну и жить в вынужденном изгнании в Европе.
После непродолжительного пребывания в Лондоне (где он успел поработать с Pink Floyd и Yes) Жилберту Жил вернулся в Бразилию, где тропикалия к тому времени из музыкального переросла в социокультурный феномен. На рубеже 1980-х он пережил увлечение регги, записывал песни Боба Марли, выступал на разных континентах вместе с легендой регги Джимми Клиффом.
В 1990-е годы Жил сосредоточил свои силы на социальном активизме, отстаивая права чернокожих. Он является членом Зелёной партии Бразилии. Министр культуры Бразилии в 2003—2008 годах. Офицер ордена Почётного легиона (2005).

## Источник
- Биография в музыкальной энциклопедии Allmusic
- https://web.archive.org/web/20071027233046/http://telemundo.ru/mus/artist/gilberto-gil/index.htm
- https://web.archive.org/web/20100119025337/http://latindex.ru/content/articles/3561/